# طرح

"5 - 2 = 3" (لفظيا, "خمسة ناقص اثنين يساوي ثلاثة")

مثال على عملية الطرح

عملية الطرح في الحساب، هي واحدة من العمليات الحسابية الأربعة، وهي عكس عملية الجمع ويرمز لها بإشارة ناقص. يدعى حاصل طرح عددين فرق (أو تفاضل في بعض الكتب القديمة مثل مجسطي أبي الوفاء البوزجاني).
يوجد عدة أنواع من الطرح:
1. الطرح الافقي
2. الطرح العمودي

وفي كل نوع يوجد طرح مع فرط /طرح بدون فرط(أو ما يسميه البعض استلاف أو استقراض:
مثال:
```
245 
        -
  128 
```

```
  117
```

فهنا 5-8 (الكلام هنا عن تعليم الطرح للصفوف الابتدائية أي عن الاعداد الطبيعية وليست السالبة) لا نستطيع ط فنستلف 1 عشرات من ال 4 ونفرطها إلى وحدات ونجمعها لل 5 فتصبح 15 وحدات ناقص 8 وحدات والجواب يكون 7. 3-2 يساوي 1.و2 ناقص 1 يساوي 1.
هنالك طريقة للطرح تسمى الطرح الفرنسي, وهي تشبه الطرح العمودي إلى حد ما. هنا إذا كان الرقم العلوي بالعدد المطروح منه أكبر من الرقم المابل له في منزلة العدد المطروح فنتبع الخطوات التالية:
بما أننا إذا جمعنا أو انقصنا من العدد المطروح منه والمطروح نفس القيمة فلا يتغير الفرق، فهنا (بحالة الاستلاف بالطرح الأفقي)إذا كان الرقم بمنزلة العدد المطروح منه أكبر من منزلة العدد المطروح فأننا نزيد 1 على الرقم بالمنزلة (منزلة الآحاد بالتمرين المعطى لدينا) ونزيد 1 إلى منزلة العشرات أيضاً بالعدد المطروح، فهنا لا تتغير النتيجة لاننا زدنا 1 عشرات على منزلة الآحاد (وجمعناها مع الرقم الموجود 5 + 10=15) وزدنا لمنزلة العشرات (2) 1 عشرات فأصبحت 3. والآن نطرح:
```
245
```

-128
```
117
```

(15-8=7) (4-3=1) (2-1=1)